# Jerry Stiller
Jerry Stiller (numele de scenă al lui Gerald Isaac Stiller; n. 8 iunie 1927, New York City, New York, SUA – d. 11 mai 2020, New York City, New York, SUA) a fost un actor american de film și televiziune. El a petrecut mulți ani ca parte a duo-ului de comedie Stiller și Meara alături de soția sa, Anne Meara, cu care a fost căsătorit timp de peste 60 de ani, până la moartea ei în 2015.
Jerry Stiller a fost tatăl actorului Ben Stiller, ei apărând împreună în filme precum: Zoolander, Heavyweights, Hot Pursuit, The Heartbreak Kid și Zoolander 2.

## Decesul
Stiller a murit din cauze naturale la reședința sa din Upper West Side din Manhattan, pe 11 mai 2020, la 92 de ani, cu mai puțin de o lună înainte de a 93-a aniversare. Moartea sa a fost anunțată de fiul său, Ben Stiller. Mulți actori cu care a lucrat Stiller, inclusiv colegii săi de la Seinfeld, Jerry Seinfeld, Julia Louis-Dreyfus, Jason Alexander și Trăsniții din Queens, Kevin James și Leah Remini, i-au adus un omagiu pe social media.

## Filmografie

### Film
| An   | Film                                  | Rol               | Note         | Ref    |
| ---- | ------------------------------------- | ----------------- | ------------ | ------ |
| 1970 | Lovers and Other Strangers            | Jim               |              | [ 10 ] |
| 1974 | The Taking of Pelham One Two Three    | Lt. Rico Patrone  |              | [ 11 ] |
| 1974 | Airport 1975                          | Sam               |              | [ 11 ] |
| 1976 | The Ritz                              | Carmine Vespucci  |              | [ 11 ] |
| 1977 | Nasty Habits                          | P.R. Priest       |              | [ 11 ] |
| 1980 | Those Lips, Those Eyes                | Mr. Shoemaker     |              | [ 11 ] |
| 1986 | Seize the Day                         | Dr. Tamkin        |              | [ 11 ] |
| 1987 | Hot Pursuit                           | Victor Honeywell  |              | [ 11 ] |
| 1987 | Nadine                                | Raymond Escobar   |              | [ 11 ] |
| 1988 | Hairspray                             | Wilbur Turnblad   |              | [ 11 ] |
| 1989 | That's Adequate                       | Sid Lane          |              | [ 11 ] |
| 1990 | Little Vegas                          | Sam               |              | [ 11 ] |
| 1992 | Highway to Hell                       | The Desk Cop      |              | [ 11 ] |
| 1992 | Freefall                              | Tata lui Emily    | Rol secundar |        |
| 1993 | The Pickle                            | Phil Hirsch       |              | [ 11 ] |
| 1995 | Heavyweights                          | Harvey Bushkin    |              | [ 11 ] |
| 1997 | Die Story von Monty Spinnerratz       | Prof. Plumpingham |              | [ 11 ] |
| 1997 | Camp Stories                          | Schlomo           |              | [ 11 ] |
| 1997 | Stag                                  | Ted               |              | [ 11 ] |
| 1997 | The Deli                              | Petey Cheesecake  |              | [ 11 ] |
| 1999 | A Fish in the Bathtub                 | Sam Kaplan        |              | [ 11 ] |
| 1999 | Secret of the Andes                   | Dr. Golfisch      |              | [ 11 ] |
| 1999 | The Suburbans                         | Speedo Silverburg |              | [ 11 ] |
| 2000 | The Independent                       | Monty Fineman     |              | [ 11 ] |
| 2000 | My 5 Wives                            | Don Giovani       |              | [ 11 ] |
| 2000 | Chump Change                          | The Colonel       |              | [ 11 ] |
| 2001 | Zoolander                             | Maury Ballstein   |              | [ 11 ] |
| 2001 | On the Line                           | Nathan            |              | [ 11 ] |
| 2002 | Serving Sara                          | Milton the Cop    |              | [ 11 ] |
| 2004 | Teacher's Pet                         | Pretty Boy        | Voce         | [ 12 ] |
| 2004 | The Lion King 1½                      | Uncle Max         | Voce         | [ 11 ] |
| 2004 | Anchorman: The Legend of Ron Burgundy | Omul din bar      |              | [ 13 ] |
| 2005 | R30: 30th Anniversary World Tour      | El însuși         |              | [ 14 ] |
| 2007 | Hairspray                             | Mr. Pinky         |              | [ 11 ] |
| 2007 | The Heartbreak Kid                    | Doc               |              | [ 11 ] |
| 2008 | Snakes & Arrows Live                  | Heidi             |              | [ 15 ] |
| 2011 | Swinging with the Finkels             | Mr. Winters       |              | [ 11 ] |
| 2012 | Foodfight!                            | General X         | Voce         | [ 11 ] |
| 2012 | Excuse Me for Living                  | Morty             |              | [ 11 ] |
| 2014 | Planes: Fire & Rescue                 | Harvey            | Voce         | [ 16 ] |
| 2016 | Zoolander 2                           | Maury Ballstein   |              | [ 17 ] |

### Televiziune
| An        | Serial                          | Rol                                        | Note                                                | Ref    |
| --------- | ------------------------------- | ------------------------------------------ | --------------------------------------------------- | ------ |
| 1956–1957 | Studio One in Hollywood         | Sergeant Joe Capriotti / Hugh              | 2 episoade                                          | [ 18 ] |
| 1957      | The Big Story                   | Tyler                                      | Episodul: "The Hoax"                                |        |
| 1959      | Armstrong Circle Theatre        | Pf. Elwood Johnson                         | Episodul: "Thunder Over Berlin"                     |        |
| 1962      | The Defenders                   | Sergent Wysenski                           | Episodul: "The Empty Chute"                         |        |
| 1962      | General Electric Theater        | Harold                                     | Episodul: "Acres and Pains"                         |        |
| 1964      | Brenner                         | Chris Zelco                                | Episodul: "The Plain Truth"                         |        |
| 1964–1965 | Linus the Lionhearted           |                                            | 3 episoade                                          | [ 19 ] |
| 1969      | That's Life                     | El însuși                                  | Episodul: "Our First Fight"                         |        |
| 1971–1972 | The Courtship of Eddie's Father | Dl. Landon / Paul Sterling                 | 2 episoade                                          | [ 16 ] |
| 1971–1973 | Love, American Style            | Leonard Ferguson / Harry                   | 2 episoade                                          | [ 16 ] |
| 1972      | The Carol Burnett Show          | El însuși                                  | Episodul: "#6.8"                                    |        |
| 1972–1973 | The Paul Lynde Show             | Barney Dickerson                           | 4 episoade                                          | [ 16 ] |
| 1975–1976 | Joe and Sons                    | Gus Duzik                                  | 14 episoade                                         | [ 16 ] |
| 1976      | Phyllis                         | Burt Hillman                               | Episodul: "Phyllis and the Jumper"                  | [ 18 ] |
| 1976      | Rhoda                           | Lloyd Zimmer                               | Episodul: "A Touch of Classy"                       | [ 18 ] |
| 1979      | Time Express                    | Edward Chernoff                            | Episodul: "Garbage Man/Doctor's Wife"               |        |
| 1979–1983 | The Love Boat                   | Harlan Weatherly Tony Vitelli Bud Hanrahan | 3 episoade                                          | [ 16 ] |
| 1980–1982 | Archie Bunker's Place           | Carmine                                    | 2 episoade                                          | [ 16 ] |
| 1981      | Madame X                        | Burt Orland                                | Film de televiziune                                 |        |
| 1981      | Hart to Hart                    | Myron Finkle                               | Episodul: "Murder Takes a Bow"                      | [ 18 ] |
| 1981      | Private Benjamin                | Sgt. Muldoon                               | Episodul: "So Long, Sergeant Ross"                  |        |
| 1982      | Simon & Simon                   | Harold Traxler                             | Episodul: "The Uncivil Servant"                     | [ 16 ] |
| 1982      | Alice                           | Gordy                                      | Episodul: "Do You Take This Waitress"               | [ 16 ] |
| 1983      | Reading Rainbow                 | Dinosaur Comic                             | Episodul: "Digging Up Dinosaurs"                    | [ 20 ] |
| 1983      | Amanda's                        | Sal                                        | Episodul: "You Were Meant for Me"                   |        |
| 1983      | The Other Woman                 | Mel Binns                                  | Film de televiziune                                 |        |
| 1984      | Trapper John, M.D.              | Artie Merrow                               | Episodul: "Where There's a Will"                    | [ 11 ] |
| 1985      | The Equalizer                   | Brahms                                     | Episodul: "Pilot"                                   |        |
| 1985      | Tales from the Darkside         | Luther Mandrake                            | Episodul: "The Devil's Advocate"                    |        |
| 1986      | Screen Two                      | Marty de Reske                             | Episodul: "The McGuffin"                            | [ 16 ] |
| 1987      | Saturday Night Live             | Stu                                        | Episodul: "Charlton Heston/Wynton Marsalis"         |        |
| 1988–1989 | Tattingers                      | Sid Wilbur                                 | 14 episoade                                         | [ 18 ] |
| 1989      | Murder, She Wrote               | SFPD Lt. Birnbaum                          | Episodul: "When The Fat Lady Sings"                 | [ 11 ] |
| 1990      | Monsters                        | Victor                                     | Episodul: "One Wolf's Family"                       | [ 16 ] |
| 1990      | Sweet 15                        | Waterman                                   | Film de televiziune                                 | [ 21 ] |
| 1991      | American Playhouse              | Sam / Seymour Shapir                       | 2 episoade                                          | [ 11 ] |
| 1991      | Women & Men 2                   | Irving                                     | Film de televiziune                                 |        |
| 1992–1996 | Law & Order                     | Michael Tobis / Sam Pokras                 | 2 episoade                                          | [ 11 ] |
| 1993–1998 | Seinfeld                        | Frank Costanza                             | 26 de episoade                                      | [ 11 ] |
| 1993      | L.A. Law                        | Nat Pincus                                 | Episodul: "Rhyme and Punishment"                    | [ 18 ] |
| 1994      | In the Heat of the Night        | Rabbi Feldman                              | Episodul: "The Rabbi"                               | [ 16 ] |
| 1995      | Homicide: Life on the Street    | McGonnigal                                 | Episodul: "In Search of Crimes Past"                | [ 11 ] |
| 1996      | Deadly Games                    | Phil Cullen                                | Episodul: "Dr. Kramer"                              |        |
| 1997      | Subway Stories                  | Omul bătrân                                | Film de televiziune                                 | [ 22 ] |
| 1998      | Touched by an Angel             | Maury Salt                                 | Episodul: "Cry and You Cry Alone"                   | [ 11 ] |
| 1998      | The Larry Sanders Show          | El însuși                                  | Episodul: "I Buried Sid"                            | [ 11 ] |
| 1998      | Hercules                        | Eagle                                      | Voce; Episodul: "Hercules and the Promethus Affair" |        |
| 1998–2007 | Trăsniții din Queens            | Arthur Spooner                             | 195 de episoade                                     | [ 11 ] |
| 2000–2002 | Teacher's Pet                   | Pretty Boy                                 | Voce; 11 episoade                                   | [ 11 ] |
| 2003      | Odd Job Jack                    | Jim McDonald                               | Episodul: "A Candidacy of Dunces"                   | [ 16 ] |
| 2003      | Sex and the City                | Mr. Brady                                  | Episodul: "One"                                     | [ 23 ] |
| 2009      | Wonder Pets!                    | Șoarecele alb bătrân                       | Voce; 2 episoade                                    | [ 16 ] |
| 2009      | Mercy                           | Joe Thalberg                               | Episodul: "The Last Thing I Said Was"               | [ 11 ] |
| 2010      | Ice Dreams                      | Skipper                                    | Film de televiziune                                 | [ 16 ] |
| 2010–2011 | Fish Hooks                      | Directorul Stickler                        | Voce; 21 de episoade                                | [ 24 ] |
| 2011      | The Good Wife                   | Judge Felix Afterman                       | Episodul: "Silver Bullet"                           | [ 11 ] |
| 2014      | How Murray Saved Christmas      | Murray Weiner                              | Voce; Film de televiziune                           | [ 16 ] |
| 2016      | Zoolander: Super Model          | Maury Ballstein                            | Voce; Film de televiziune (ultimul său rol)         |        |